# Богослужбові книги

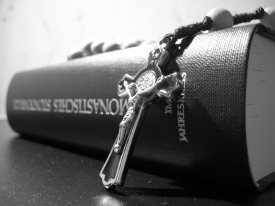

Богослужбові книги — книги які містять тексти, що використовуються в богослужіннях або послідовність самого богослужіння.

## Богослужбові книги
- Євангеліє — складається з чотирьох перших книг Нового Завіту, написаних євангелістами Матвієм, Марком, Лукою та Іваном. Євангеліє містить оповідання про земне життя Ісуса Христа: Його вчення, чудеса, хресні страждання, смерть, славне Воскресіння і Вознесіння Його на небо. Богослужбове Євангеліє має ту особливість, що, крім звичайного поділу на глави і стихи, ділиться ще на особливі частини, названі «зачалами». В кінці книги розміщується покажчик: коли читати те чи інше зачало[1][2].
- Апостол — так називається книга, яка містить такі книги Нового Завіту: Діяння святих апостолів, соборні послання апостолів Петра, Павла, Якова, Йоана (крім книги Апокаліпсис, або Одкровення). Книга Апостол так само, як і Євангеліє, розділена, крім розділів і стихів, на «зачала», з вказівкою в кінці книги, коли і яке зачало читати[1][2].
- Псалтир — книга складається з псалмів більшість з яких є молитвами і откровеніями царя Давида. У своїх молитвах (псалмах) Давид відкриває перед Богом свою душу, всі свої радощі, печалі, кається у скоєних гріхах, прославляє безкінечні Божі чесноти, дякує Йому за всі Його милості, благодіяння, тому Псалтир використовується, на богослужінні, частіше за всі інші богослужбові книги. Вона поділена на двадцять частин — кафизми. Кожна кафизма поділяється на три підчастини — слави[2].
- Часослов — церковно-богослужбова книга, що містить молитви щоденних церковних служб, призначена для вжитку священиків, читців і співаків. Назва походить від слова «часи» (години) — частини церковної служби. Крім незмінних молитов, у Часослові вміщені змінні піснопіння — тропарі, кондаки, пасхалії, потрібні вказівки церковного уставу[2][3][4].
- Служебник — богослужебна книга для священнослужителів православної церкви з текстами релігійних відправ на кожен день згідно з порядком їх проведення і церковним календарем.[3] Містить три літургії: святих Василія Великого, Івана Золотоустого і Літургію Передосвячених Дарів, а також священичі, вечірні й ранкові дияконські молитви і причастя. До основної частини звичайно додається церковний календар і літургічні співи (тропарі, кондаки, задостойники), стихи (прокімени, алілуарії, причасні), кінцеві поминання[2].
- Чиновник — богослужбова книга, призначена для Архієрейського богослужіння. Крім послідовностей літургії містить послідовності чину рукоположення і присвят, освячення храму та антимінсів і деякі інші[3].
- Требник — церковна книга, яка містить тексти богослужінь і молінь, що виконуються для окремих осіб чи груп (треби) і не пов'язані із святими місцями (церква, престол) та церковним календарем (свята, обходи). Требник використовується для обрядів хрещення, миропомазання, покаяння, шлюбу, висвячень і різних треб (похорон, освячення дому) та містить пасхалію[2][3].
- Типікон — книга зразків, збірник церковних приписів (рубрик), як відправляти окремі нічнодневні богослуження у тому чи іншому випадку. Богослуження у Східній Церкві відбуваються у різних циклах, які між собою переплітаються, з чого виникають різноманітні комбінації відправ. Типик збирає в одне всі можливі комбінації і подає точні вказівки, як у тому чи іншому випадку «уставно», тобто зразково відправляти те чи інше богослуження[2][3].
- Тріо́дь — богослужбова книга для перед- і повеликоднього часу церковного календаря. Є дві Тріоді:

- пісна, у якій вміщені пісні переважно покаянного змісту, пристосовані до Великого посту, здебільше у формі трьох пісень;
- цвітна, що охоплює служби пасхальні з Страсним Тижнем, Великоднем, Зеленими Святами і з Неділею Усіх Святих.

- Октоїх, або Восьмигласник, має у собі піснеспіви (тропарі, кондаки, канони та ін.), поділені на вісім наспівів чи «гласів». Кожен «глас», у свою чергу, містить у собі піснеспіви на всю седмицю, отже, служби Октоїха повторюються раз на вісім тижнів. Поділ церковного співу на гласи було здійснено знаменитим піснеспівцем грецької Церкви св. Іоаном Дамаскином (VIII ст.)[2].
- Мінея місячна містить у собі молитви на честь святих на кожен день року й урочисті служби на свята Господні та Богородичні, що припадають на певний день місяця. За числом 12 місяців вона поділяється на 12 окремих книг[2].
- Місса́л (лат. Missale) — в Римо-католицькій церкві богослужбова книга, яка містить тексти меси з супутніми текстами: статутними рубриками, змінними частинами, календарем[5].
- Градуал (лат. graduale) — піснеспіви, що виконуються у літургіях римо-католицької та лютеранської церков між великими читаннями Апостолів та Євангелія. Градуалом називається також обіходні книги, що містять такі піснеспіви[6].
- Ірмоло́гіон — співацька православна книга, збірник ірмосів (давньоруських гімнів) православної служби. Походить з Візантії (Х століття). Ірмологіон повного складу містить близько 1050 ірмосів[7].

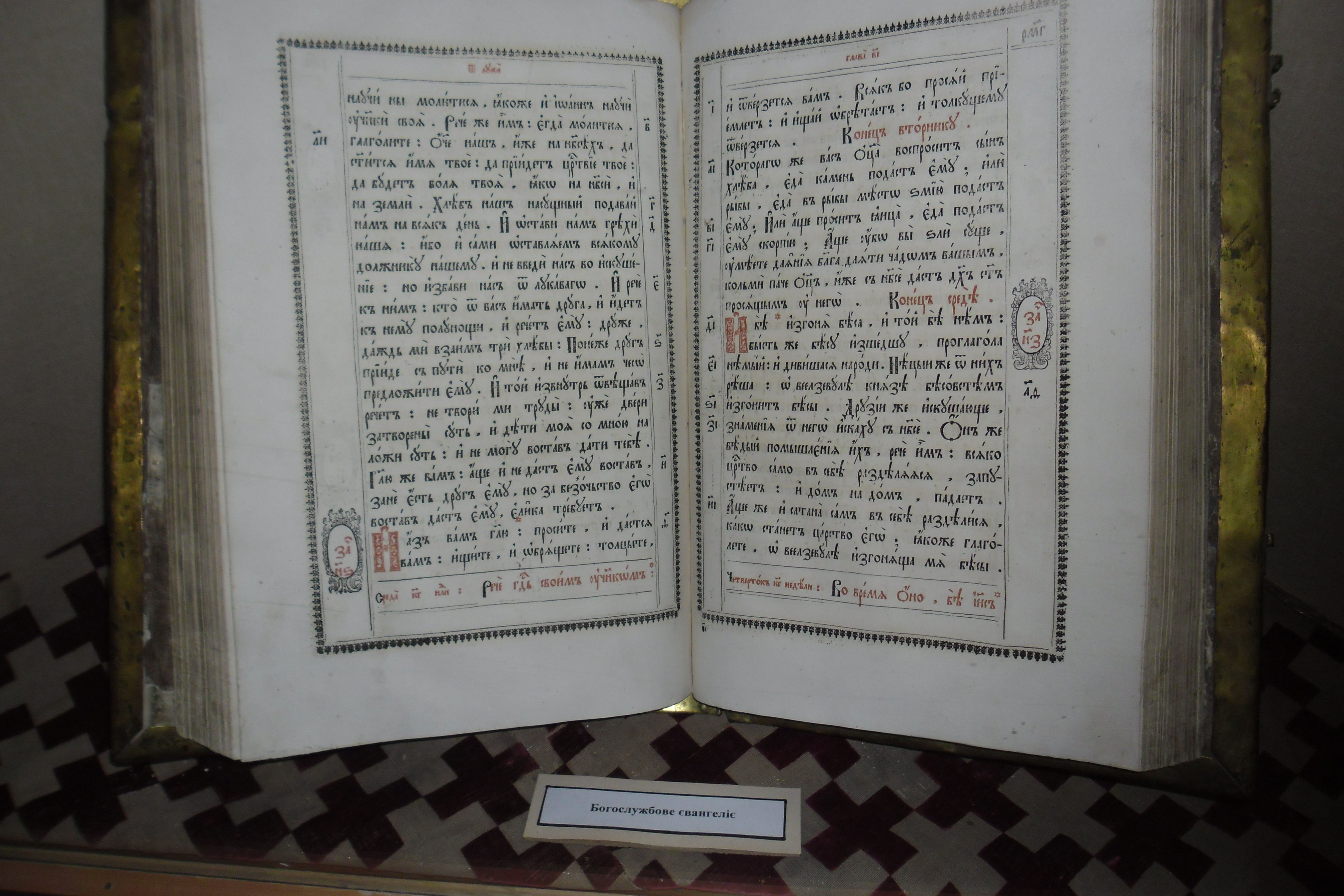
Богослужбове евангеліє
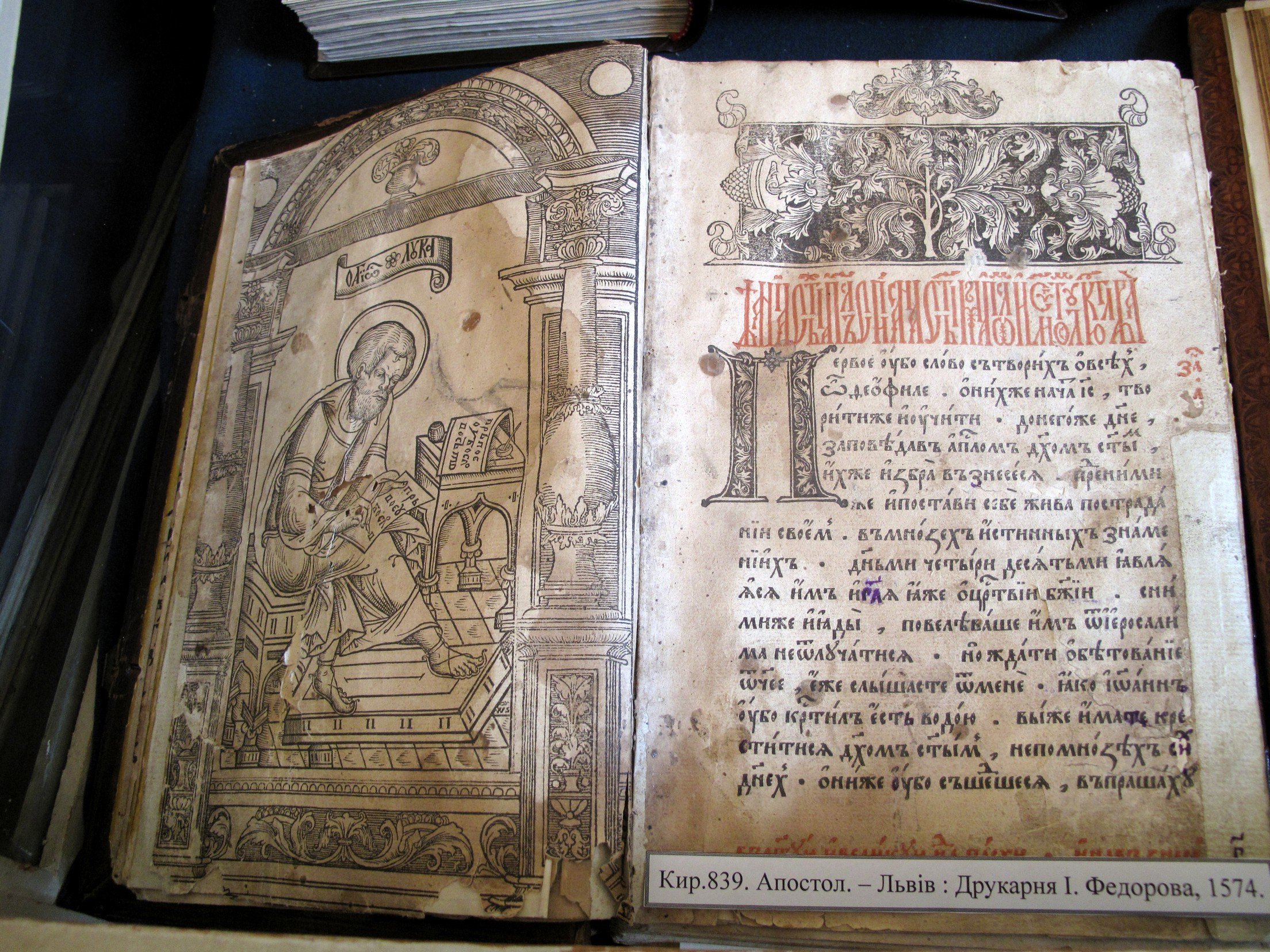
Апостол
ПсалтирПсалтир
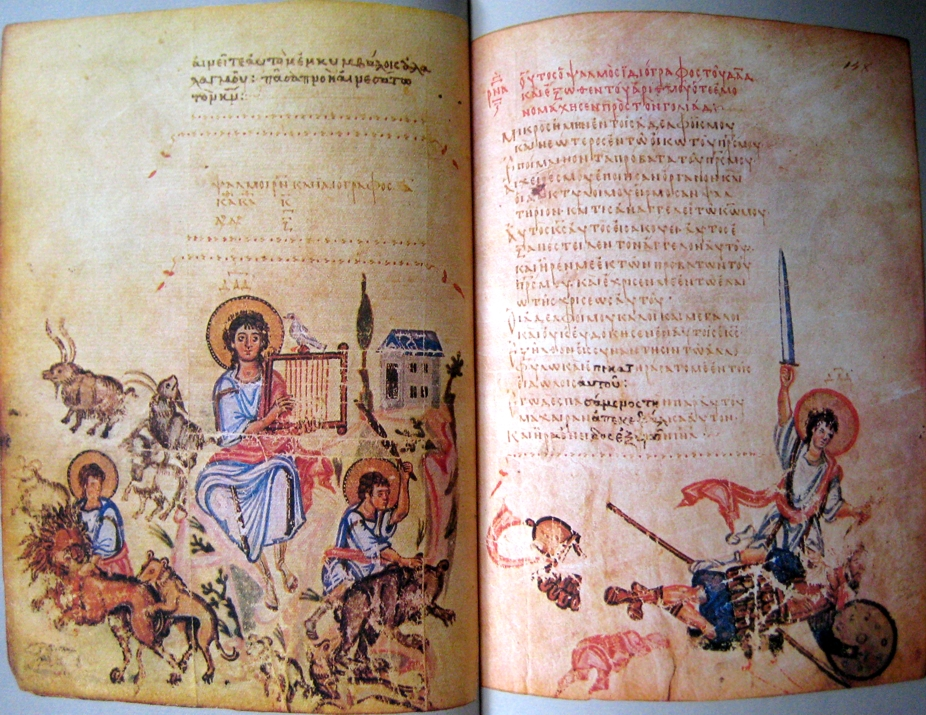
Псалтир
ЧасословЧасослов
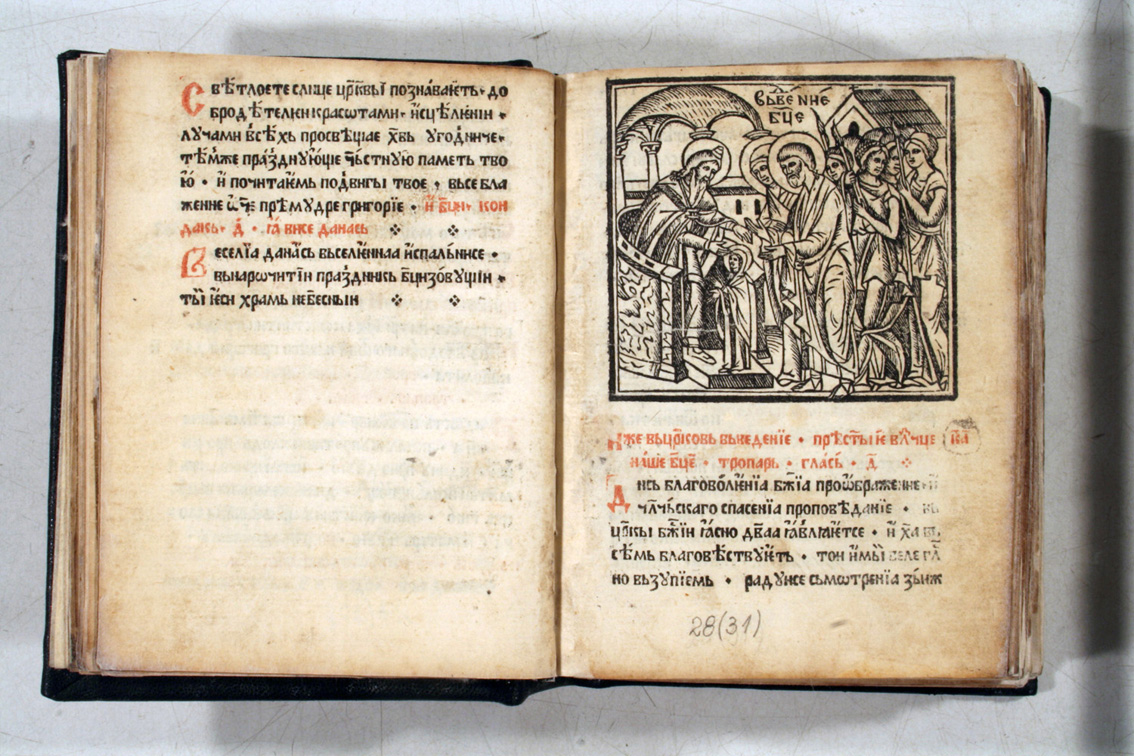
Болгарський часослов 1566 року
Чиновник УПЦЧиновник УПЦ
ТребникТребник
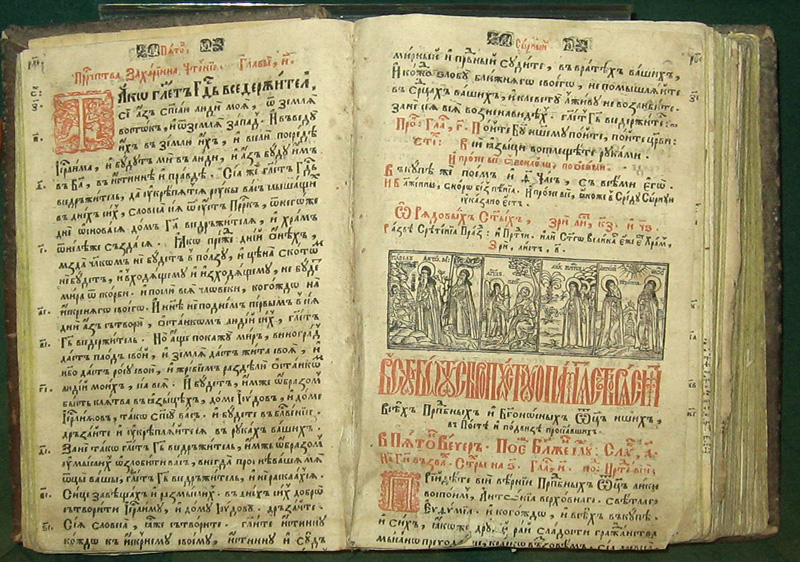
Триодь пісна Петра Могили
ОктоїхОктоїх
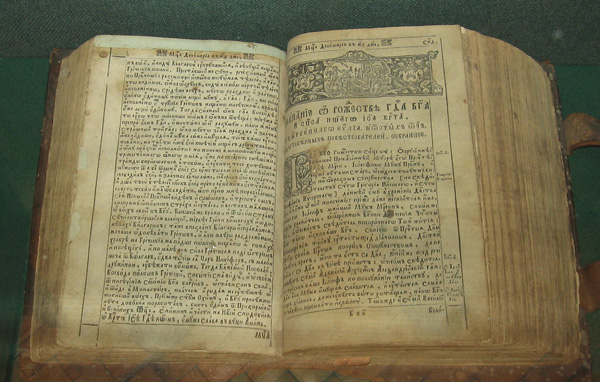
Мінея
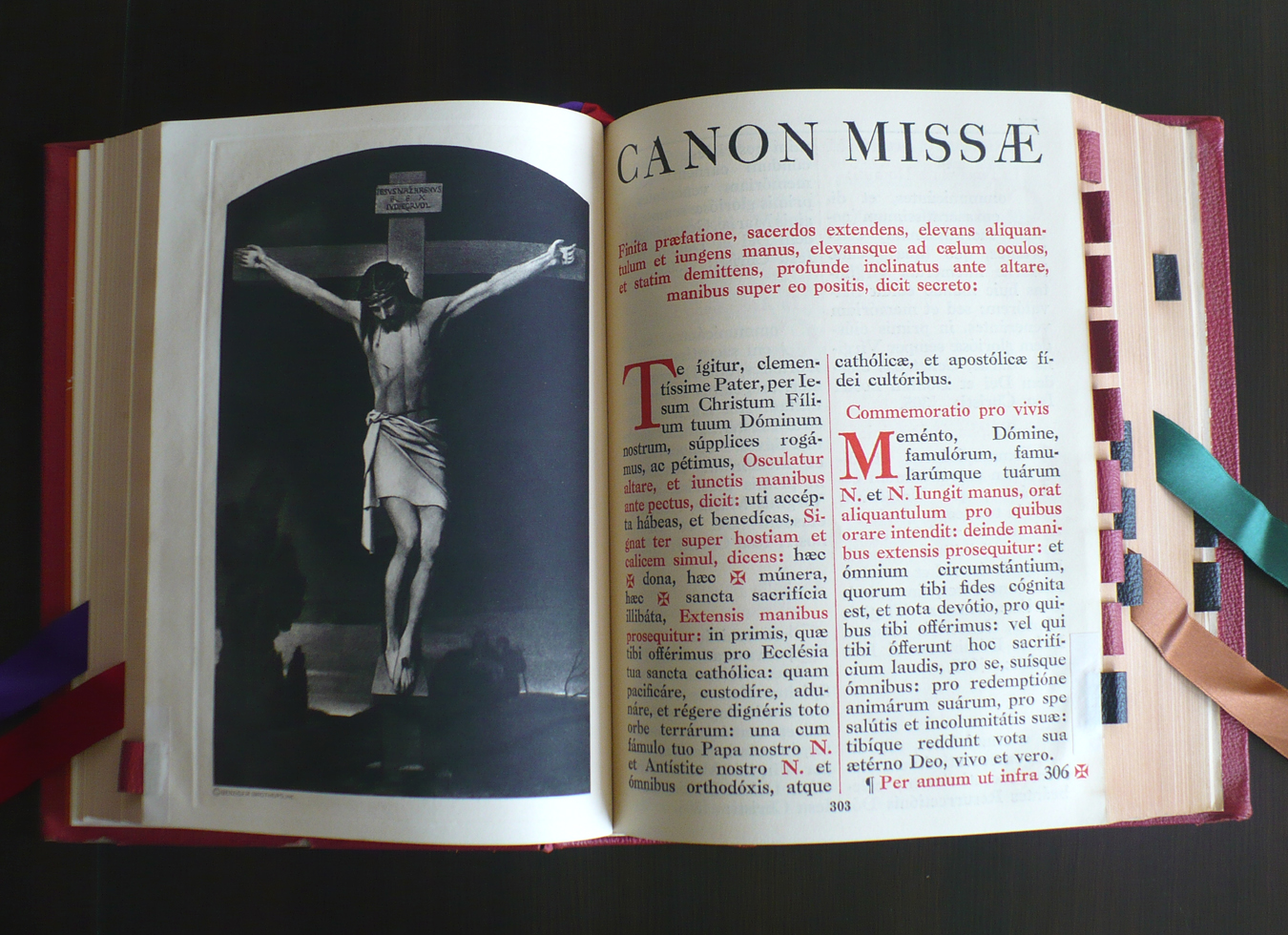
Міссал
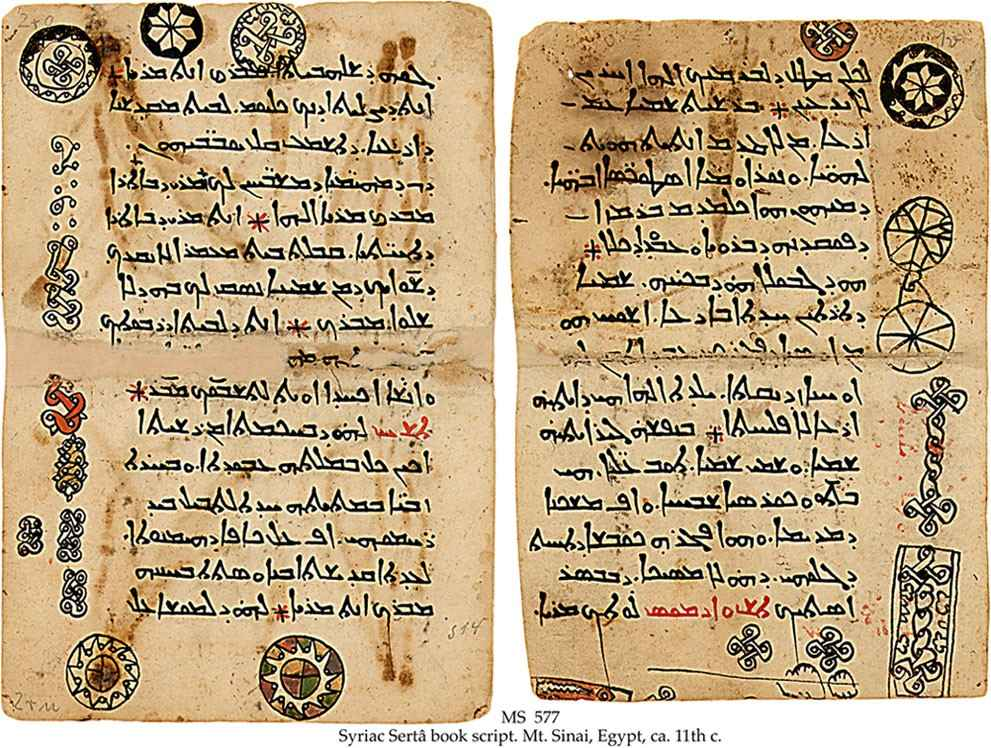
Ірмологіон, Монастир святої Катерини, Синай
ПареміїПаремії
Чин благословення домуЧин благословення дому